# Dolmen del Serrat de les Fonts I
El Dolmen del Serrat de les Fonts I és un dolmen del terme comunal de Sant Marçal, a la comarca dels Aspres, adscrita a la del Rosselló, de la Catalunya del Nord.
Està situat a 876,8 m alt a ponent del poble de Sant Marçal, en el Serrat de les Fonts. És a la zona nord-est de la carena superior d'aquest serrat. És a uns 120 metres de distància al nord-est del Dolmen del Serrat de les Fonts II.